# Velikite Balgari

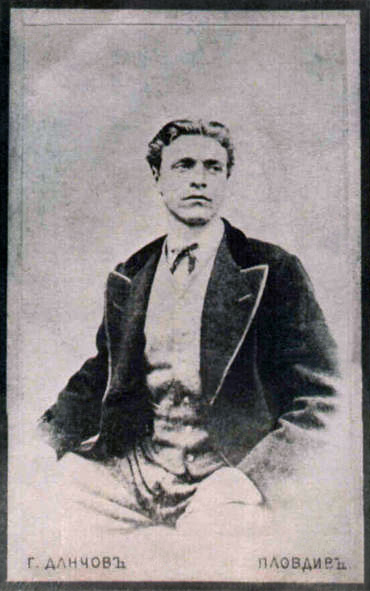
Vasil Levski.

Velikite Balgari (en búlgaro: Великите българи, Los Grandes búlgaros) fue una serie derivada búlgara del programa de 2002 100 Greatest Britons producido por la BBC. Salió al aire en la Televisión Nacional de Bulgaria, Kanal 1, su primera etapa comenzó el 9 de junio de 2006 y terminó el 10 de diciembre, con un show el 23 de diciembre anunciando los nombres de los Top 100, elegidos por el voto popular. El Top 10 se anunció en orden alfabético. En la segunda etapa, que duró hasta el 17 de febrero de 2007, los espectadores determinaron el orden en el Top 10. Los documentales dedicados a cada personalidad Top 10 se emitió durante la segunda etapa.

## Escogidos

### 1–10
- Vasil Levski (1837–1873)
- Peter Deunov (1864–1944)
- Asparukh (fallecido en 695)
- Simeón I de Bulgaria (866–927)
- Hristo Botev (1848–1876)
- Boris I de Bulgaria (fallecido en 907)
- Cirilo y Metodio (siglo IX)
- Stefan Stambolov (1854–1895)
- Ivan Vazov (1850–1921)
- Paisio de Hilandar (1722–1773)

## 11–100
1. Vasil Levski
2. Petko D. Petkov
3. Baba Vanga
4. Aleko Konstantinov
5. Simeón el Grande
6. Kaloyan
7. Krum
8. Iván Asen II
9. Vladimir Dimitrov
10. San Juan de Rila
11. Vasil Levski
12. Ivan Kostov
13. Aleko Konstantinow
14. Volen Siderov
15. Georgi Benkovski
16. Neno Yurukov
17. Nikola Vaptsarov
18. Boyko Borisov
19. Lili Ivanova
20. Dan Koloff
21. Kubrat
22. Tonka Obretenova
23. Georgi Rakovski
24. Petko Voyvoda
25. Rayna Knyaginya
26. Valya Balkanska
27. Georgi Dimitrov
28. Albena Denkova
29. Ghena Dimitrova
30. Evlogi y Hristo Georgiev
31. Atanas Burov
32. Kolyu Ficheto
33. Emil Dimitrov
34. San Eutimio de Tarnovo
35. Samuel de Bulgaria
36. Aleksandar Stamboliyski
37. Georgi Partsalev
38. Zahari Stoyanov
39. Nikolay Haytov
40. San Clemente de Ohrid
41. Veselin Topalov
42. Yordan Yovkov
43. Gotse Delchev
44. Peyo Yavorov
45. Rayna Kabaivanska
46. Tervel
47. Ahmed Dogan
48. Hadzhi Dimitar
49. Boris III
50. Neshka Robeva
51. Nevena Kokanova
52. Boris Christoff
53. Yordán Radíchkov
54. Yane Sandanski
55. Dimitar Peshev
56. Elin Pelin
57. Vasil Aprilov
58. Apostol Karamitev
59. Georgi Parvanov
60. Dimcho Debelyanov
61. Zahari Zograf
62. Panayot Volov
63. Sergei Stanishev
64. Simeon Sakskoburggotski
65. Lyudmila Zhivkova
66. Dimitar y Konstantin Miladinovi
67. Stefan Karadzha
68. Nicolai Ghiaurov
69. Stoyanka Mutafova
70. Dimitar Spisarevski
71. Lyuben Karavelov
72. Stefka Kostadinova
73. Hristo Smirnenski
74. Georgi Ivanov
75. Petar Beron
76. Valeri Petrov
77. Georgi Kaloyanchev
78. Geo Milev
79. Sofronio of Vratsa
80. Ekaterina Dafovska
81. Dimitar Talev
82. Todor Aleksandrov
83. Pencho Slaveykov
84. Filip Kutev
85. Krakra de Pernik
86. Ivet Lalova
87. Panayot Hitov
88. Omurtag de Bulgaria
89. Asen Zlatarov
90. Alexis Weissenberg